# Tuoro sul Trasimeno
Tuoro sul Trasimeno – miejscowość i gmina we Włoszech, w regionie Umbria, w prowincji Perugia.
Według danych na rok 2004 gminę zamieszkiwało 3546 osób, 64,5 os./km².